# Rita Barberà Nolla
Rita Barberà Nolla (València, 16 de juliol de 1948 – Madrid, 23 de novembre de 2016) fou una política valenciana, alcaldessa de València entre 1991 i 2015, i diputada a les Corts Valencianes pel Partit Popular de la Comunitat Valenciana entre 1983 i 2015.

## Biografia

### Primers anys

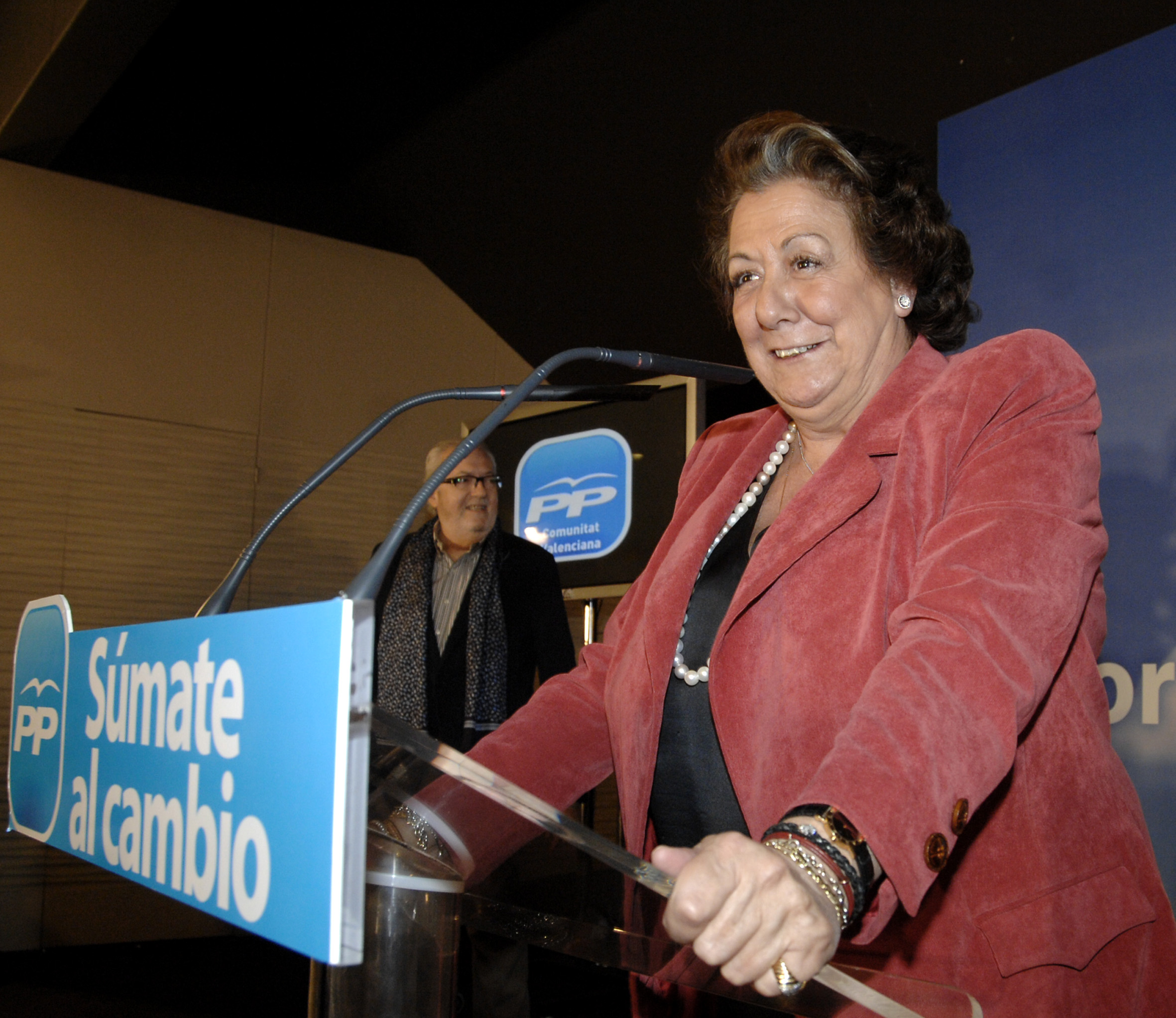
Barberá a l'acte de celebració dels resultats de les eleccions generals espanyoles de 2011.

Nasqué el 1948 a la ciutat de València, filla de José Barberá Armelles, un periodista carlista i posteriorment franquista, i Carmen Nolla i Forcada, descendent d'una família d'industrials de la ceràmica de Meliana. L'any 1964 començà a treballar a Radio Valencia i al periòdic vespertí Jornada. Cap a l'any 1968 ja era la responsable de cobrir la informació de l'Ajuntament de València, de la Diputació i del Govern Civil. Entre 1975 i 1978 treballà al periòdic valencià Levante-EMV, on feia una secció setmanal sobre urbanisme.
El 1978 el govern civil la contractà per a ser la seua cap de premsa i l'octubre d'eixe mateix any la Confederació Empresarial Valenciana la contractà com a màxima responsable del seu gabinet de premsa.
Era llicenciada en Ciències Polítiques per la Facultat de Ciències Econòmiques de la Universitat de València i cursà els estudis de Ciències de la Informació en la Facultat corresponent de la Universidad Complutense de Madrid.

### Trajectòria política
Fou copromotora i cofundadora, el 1976, d'Aliança Popular al País Valencià, membre del Comité Executiu Nacional des de 1983 i membre del Comitè de les Regions de la Unió Europea. El seu primer càrrec electe arribà el 1983 com a diputada a les Corts Valencianes, legislatura en què ocupà el lloc de portaveu adjunta del grup parlamentari popular. El 1987 fon reelegida com a diputada de les Corts Valencianes, assumint les funcions de presidenta del grup parlamentari popular.
Fou escollida alcaldessa de València el 5 de juliol de 1991 amb el suport d'Unió Valenciana, ja que el PP obtingué 9 regidors, enfront dels 13 del PSPV, els 8 regionalistes i els 3 d'Esquerra Unida, per la qual cosa feren un govern de coalició de centredreta. Fou reelegida en les convocatòries electorals de 1995, 1999, 2003 en les quals aconseguí majoria absoluta, a més de guanyar en tots els barris de València; en les eleccions municipals de 2007 trencà el seu sostre electoral, augmentant els regidors fins a 21 (56,67% dels vots) per al PP i tan sols 12 per al PSPV, quedant sense representació per primera vegada en la història de la democràcia EUPV. A les eleccions municipals de 2011, Rita Barberá tornà a revalidar la majoria absoluta, però perdé un regidor front a una oposició més diversa, ja que esta estava formada, a més del PSPV, per Compromís (que entrà per primera vegada al consistori) i per Esquerra Unida del País Valencià (que tornà a obtindre representació). A les eleccions municipals del 2015 perdé la majoria absoluta i el seu partit caigué de 20 a només 10 regidors.
Fou presidenta de la Federació Espanyola de Municipis i Províncies des de 1995 fins a 2003 i fou un dels membres més destacats del Partit Popular de la Comunitat Valenciana. De fort caràcter ha protagonitzat moments intensos als mítings electorals del PP a València, com el 1996 quan digué al president del govern espanyol "Felipe González, Hakuna Matata", o el 2007 quan també es dirigí al president del govern estatal dient "Sin acritud y con un humor Simpsoniano... Zapatero, multiplícate por cero".
L'ampliació de la xarxa de MetroValencia, la Ciutat de les Arts i les Ciències, estes dos a càrrec de la Generalitat Valenciana, la Copa Amèrica de vela el 2007 i 2010 o l'ampliació del Jardí del Túria són actuacions dutes a terme durant el seu govern.
En les Falles de València del 2015, destacà per l'intent de fer el seu discurs en valencià, cosa que va donar com a resultat un parlament ple d'errades gramaticals, frases inconcluses i castellanismes evidents que fou criticat i parodiat a internet. Una de les paraules més repetides en el discurs, el caloret (amb el gènere incorrecte per la caloreta), fou trending topic a les xarxes socials i motiu de diferents mems. El febrer del 2016 fou inclosa a la Diputació Permanent del Senat. La seua gestió, nogensmenys, fou un punt de crítica de la premsa internacional que criticà la màxima atenció a projectes de prestigi, sense mirar les necessitats de la majoria de la població. Investigada pel Tribunal Suprem, que obrí causa penal contra ella per blanqueig de capitals, el 14 de setembre del 2016 donà la baixa al Partit Popular, tot i mantindre el seu escó al senat com a independent.
Morí el 23 de novembre de 2016, a causa d'un infart, a l'hotel Villa Real de Madrid.

## Corrupció política
Després de més de vint anys com a alcaldessa de la ciutat de València, sobre els últims anys de la seua carrera política planeja l'ombra de la presumpta corrupció política. El seu nom apareix vinculat a diferents casos, com a la ramificació valenciana del cas Gürtel, el cas Emarsa i el cas Nóos. Encara que en el moment de la seva mort no es trobava formalment imputada en el cas Nóos, ja que, encara que semblés imminent la seua imputació l'any 2013, no es va acabar produint.
Ha sigut relacionada amb el cas Gürtel, sobre una presumpta corrupció al finançament del PP al País Valencià. El cap de la trama, Alvaro Pérez, més conegut com el Bigotes, confirmà que li feia regals com, per exemple, bosses de mà de Louis Vuitton. També existixen diferents indicis que la involucren en el cas Nóos per adjudicacions irregulars. El 31 d'octubre de 2013 la Fiscalia Anticorrupció demanà al jutge del cas Nóos citar a declarar com a testimonis Francisco Camps i Rita Barberá sobre les reunions mantingudes amb Iñaki Urdangarín i Diego Torres, caps de l'Institut Nóos. El maig 2015 un altre escàndol de despeses sumptuoses pagades per l'ajuntament de València, fou investigat per la fiscalia.
El maig de 2015 es destapà el cas RitaLeaks, en el qual es denunciaven les elevades despeses de Rita Barberà en productes de luxe a càrrec dels comptes de l'Ajuntament de València. Les 466 factures, fetes públiques per Compromís, acumulen un total de 278.000 euros en conceptes de representació, però amb productes considerats «de luxe» com una nit en un hotel a Madrid per 561 euros o el lloguer d'un cotxe amb xòfer a Londres per 5.000 euros. La Policia i Anticorrupció es troben actualment investigant el cas, en el qual poden existir delictes de malversació de cabals públics, prevaricació i tràfic d'influències. A més, apunta a un possible finançament il·legal del PPCV, ja que una part dels pagaments investigats s'ha destinat a cobrir gastos i actes del partit, i no de l'Ajuntament. Rita Barberà acusà Compromís de gestar una «farsa política» i «aprofitar-se de la transparència municipal», i justificà les elevades despeses dient que no vol «les cutreries que defenen altres».
Així mateix, el desembre de 2015, el diari El Mundo publicà que la Unitat de Delinqüència Econòmica i Fiscal (Udef) de la Policia Nacional també investiga la gestió de Rita Barberà a l'Ajuntament de València, a causa d'unes factures de 25.226 euros en caixes de taronges per repartir entre els alts càrrecs del PP més propers a Barberá. La Policia investiga per què l'Ajuntament es gastà eixa quantitat entre els anys 2011 i 2014, que anaven destinades a destacats membres del PP com Mariano Rajoy, Rodrigo Rato i Jaime Mayor Oreja.